# Locomotiva UP FEF
Le FEF (acronimo di Four Eight Four), note anche come 800, sono un gruppo di locomotive a vapore costruito in tre versioni dalla ALCO per un totale di 45 unità dal 1937 al 1944. Si tratta dell'ultimo gruppo di vaporiere messo in servizio dalla Union Pacific Railroad, che lo adoperò fino al 1959.

## Storia

### Origini
Alla fine degli anni '30, i treni diventavano sempre più pesanti; le locomotive più recenti e utilizzate erano le 4-8-2 "MT" (Mountain), note anche come 7000. Nel 1937, l'allora presidente della UP, William Jeffer, in viaggio sulla sua carrozza privata agganciata dietro a una MT, si fermò per un calo di pressione e notò che queste non erano più sufficienti. Mentre il treno attendeva i soccorsi, Jeffer inviò un telegramma alla ALCO in cui comunicava di aver bisogno di macchine più potenti. Il risultato fu un gruppo di 45 macchine in grado di filare a 160 km/h e sviluppare una potenza di 4000-5000 hp. A inizio carriera percorrevano mediamente 14 000 miglia al mese.

### Servizio
Le prime venti unità furono costruite e consegnate nel 1937. Con il loro rodiggio e l'enorme focolare si dimostrarono immediatamente l'apice dello sviluppo di vaporiere a duplice servizio e alle due successive versioni, consegnate rispettivamente nel 1939 e nel 1944, vennero applicati diversi miglioramenti. Le 45 macchine trainarono diversi treni passeggeri sulla Overland Route tra Omaha e Ogden, come il Portland Rose, il Los Angeles Limited e il Challenger. Nel 1946 vennero tutte convertite a olio combustibile. Con l'avvento della trazione diesel-elettrica negli anni '50, molte FEF vennero utilizzate anche per treni merci fino al 1959, anno in cui vennero dismesse.

## Modelli
| Classe | Quantità | Costruttore                 | Numeri di ordinazione | Numeri di serie | Anno di costruzione | Numeri di matricola UP | Note |
| ------ | -------- | --------------------------- | --------------------- | --------------- | ------------------- | ---------------------- | --- |
| FEF-1  | 20       | American Locomotive Company | S-1769                | 68808-68827     | 1937                | 800–819                | Convertite a olio combustibile nel 1945–1946.                                                                                     |
| FEF-2  | 15       | American Locomotive Company | S-1811                | 69161-69175     | 1939                | 820–834                | Convertite a olio combustibile nel 1945–1946.                                                                                     |
| FEF-3  | 10       | American Locomotive Company | S-1937                | 72782-72791     | 1944                | 835–844                | Convertite a olio combustibile nel 1945–1946. La 844 è in servizio per treni speciali dal 1960; rinumerata 8444 dal 1962 al 1989. |

### FEF-1
Le prime venti locomotive, numerate 800–819, furono consegnate dalla ALCO nel 1937. Le "800" – come la Northumbrian 108 anni prima – utilizzavano il rodiggio più semplice possibile con solo due cilindri esterni. I dispositivi di movimento laterale della ALCO montati sulle ruote portanti anteriori facilitavano la percorrenza delle curve. Spesso, gli accessori sofisticati complicavano la semplicità di molte locomotive americane, ma la UP riuscì a resistere, risultando con un aspetto elegante e privo di accessori. Anche se viaggiavano spesso a 161 km/h, gli sforzi sulle bielle vennero mantenuti nei limiti accettabili. I risultati furono eccellenti e molti riportarono che il gruppo raggiungeva la velocità progettuale di 177 km/h.

### FEF-2
Il secondo lotto di quindici macchine venne consegnato nel 1939. Queste avevano diversi miglioramenti, quali cilindri più grandi, maggiore sforzo di trazione, deflettori di fumo montati e ruote motrici più grandi. Tuttavia, il cambio maggiore fu il tender tipo "Centipede" al posto del precedente a sei assi su due carrelli, usato dalle prime venti. In questo modo le prime vennero riclassificate "FEF-1" e queste "FEF-2."

### FEF-3
Eccezion fatta per la sostituzione di alcuni materiali, l'ultimo lotto era quasi identico alle FEF-2. Dopo la seconda guerra mondiale, le miniere di carbone iniziarono a fare scioperi. Per salvaguardare le operazioni, la UP convertì tutte le 800 a olio combustibile, con il montaggio nella tramoggia del carbone di una cisterna da 23,000 l. Per assicurarne l'utilizzo sulla linea principale vennero fatte modifiche minori. Furono le ultime vaporiere consegnate alla UP. Come molti altri gruppi della fine dell'era del vapore, la loro carriera fu breve a causa dell'avvento delle locomotive diesel. Un ex-manager del vapore della compagnia disse: "Anche se le FEF erano progettate per filare in maniera sicura a 190 km/h, nessuno sa quanto potessero andare veloci le ultime 4-8-4, l'ultima FEF-3 non è mai stata realmente dismessa."

## Unità conservate
Sono sopravvissute quattro FEF. Due, la FEF-1 No. 814 e la FEF-2 No. 833 sono in mostra statica. La FEF-3 No. 844 viene usata per treni storici. La quarta locomotiva, la FEF-3 No. 838 è usata come fonte di pezzi di ricambio per la 844.
| Tipo  | Numero | Immagine | Data di costruzione | Numero di serie | Luogo                                            | Coordinate                       | Note                                                                                 |
| ----- | ------ | -------- | ------------------- | --------------- | ------------------------------------------------ | -------------------------------- | ------------------------------------------------------------------------------------ |
| FEF-1 | 814    |          | Settembre 1937      | 68822           | RailsWest Railroad Museum, Council Bluffs (Iowa) | 41°14′52″N 95°51′10″W            |                                                                                      |
| FEF-2 | 833    |          | Ottobre 1939        | 69174           | Utah State Railroad Museum, Ogden (Utah)         | 41°13′15″N 111°58′47″W           | Inizialmente esposta a Salt Lake City.                                               |
| FEF-3 | 838    |          | Dicembre 1944       | 72785           | Union Pacific Railroad, Cheyenne (Wyoming)       | 41°07′46.9308″N 104°48′49.1688″W | Fonte di pezzi di ricambio per la 844.                                               |
| FEF-3 | 844    |          | Dicembre 1944       | 72791           | Union Pacific Railroad, Cheyenne (Wyoming)       | 41°07′46.9308″N 104°48′49.1688″W | Unica vaporiera mai dismessa da una compagnia ferroviaria nordamericana di Classe I. |